# Oostenrijkse parlementsverkiezingen 1962
De zesde verkiezingen van de Nationalrat, het parlement van Oostenrijk, vonden op 18 november 1962 plaats. De verkiezingen vonden een halfjaar eerder plaats dan gepland, opdat een nieuwe regering voldoende de tijd zou hebben om in het jaar 1963 over associatieverdrag met de EEG te onderhandelen.
Bij de verkiezingen ging de christendemocratische Österreichische Volkspartei ligt vooruit, terwijl de sociaaldemocratische Sozialistische Partei Österreichs een klein verlies incasseerde.
| Voornaamste partijen die deelnamen aan de verkiezingen | Voornaamste partijen die deelnamen aan de verkiezingen | Voornaamste partijen die deelnamen aan de verkiezingen |
| Partijnaam                                             | Afkorting                                              | Ideologische richting                                  |
| ------------------------------------------------------ | ------------------------------------------------------ | ------------------------------------------------------ |
| Österreichische Volkspartei                            | ÖVP                                                    | christendemocratie, liberaal conservatisme             |
| Sozialistische Partei Österreichs                      | SPÖ                                                    | sociaaldemocratie, democratisch socialisme             |
| Kommunistische Partei Österreichs                      | KPÖ                                                    | marxisme-leninisme, communisme                         |
| Freiheitliche Partei Österreichs                       | FPÖ                                                    | liberaal conservatisme, nationaal liberalisme          |

## Uitslag
| Partijen         | Partijen                                       | Stemmen   | Percentage | Zetels | Verschil |
| ---------------- | ---------------------------------------------- | --------- | ---------- | ------ | -------- |
|                  | Österreichische Volkspartei (ÖVP)              | 2.024.501 | 45,43%     | 81     | 2        |
|                  | Sozialistische Partei Österreichs (SPÖ)        | 1.960.685 | 44,00%     | 76     | 2        |
|                  | Freiheitliche Partei Österreichs (FPÖ)         | 313.895   | 7,04%      | 8      | 0        |
|                  | Kommunisten und Linkssozialisetn (KuL)         | 135.520   | 3,04%      | 0      | 0        |
|                  | Europäische Föderalistische Partei Österreichs | 21.530    | 0,48%      | —      | —        |
| (opkomst 93,78%) | (opkomst 93,78%)                               | 4.424.658 | 100%       | 165    |          |

## Coalitievorming
De onderhandelingen voor de vorming van een nieuwe coalitie van ÖVP en SPÖ verliepen wederom moeizaam, maar op 27 maart 1963 kon de nieuwe regering onder leiding van Alfons Gorbach door bondspresident Alfons Schärf worden benoemd.

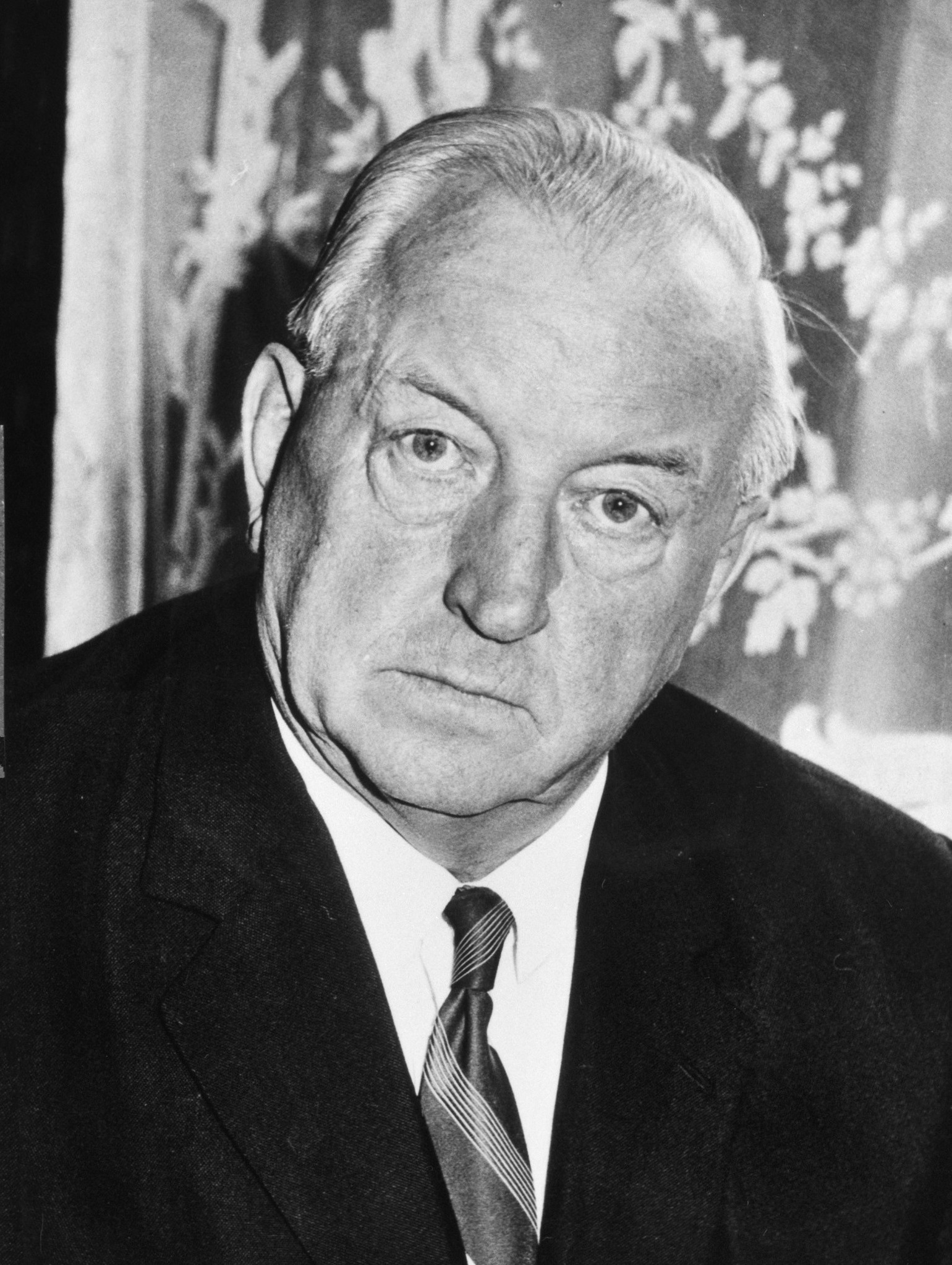
Bondskanselier Alfons Gorbach (ÖVP)
Vice-kanselier Bruno Pittermann (SPÖ)